# Aurel Popovici
Aurel Popovici (ur. 16 października 1863 w Lugoj, zm. 9 lutego 1917 w Genewie) – rumuński prawnik i polityk, profesor Uniwersytetu Wiedeńskiego i bliski współpracownik zamordowanego w Sarajewie Franciszka Ferdynanda.
W 1905 ogłosił książkę pt. Stany Zjednoczone Wielkiej Austrii, w której proponował podział całej monarchii austro-węgierskiej na 15 terytoriów narodowych, nie pokrywających się z krajami historycznymi. Terytoria te miały być obdarzone własnymi rządami i sejmami.